# Asienspiele 1998/Badminton
Titelträger im Badminton wurden bei den Asienspielen 1998 in Bangkok in fünf Einzel- und zwei Mannschaftsdisziplinen ermittelt.

## Medaillengewinner
| Disziplin        | Gold | Silber | Bronze |
| ---------------- | --- | --- | --- |
| Herreneinzel     | Dong Jiong | Hendrawan | Sun Jun |
| Herreneinzel     | Dong Jiong | Hendrawan | Yong Hock Kin |
| Dameneinzel      | Kanako Yonekura | Gong Zhichao | Sujitra Ekmongkolpaisarn |
| Dameneinzel      | Kanako Yonekura | Gong Zhichao | Lee Joo Hyun |
| Herrendoppel     | Ricky Subagja Rexy Mainaky                                                                                             | Pramote Teerawiwatana Siripong Siripool                                                                               | Liu Yong Yu Jinhao |
| Herrendoppel     | Ricky Subagja Rexy Mainaky                                                                                             | Pramote Teerawiwatana Siripong Siripool                                                                               | Lee Dong-soo Yoo Yong-sung                                                                                                  |
| Damendoppel      | Ge Fei Gu Jun | Eliza Nathanael Deyana Lomban                                                                                         | Qin Yiyuan Tang Yongshu |
| Damendoppel      | Ge Fei Gu Jun | Eliza Nathanael Deyana Lomban                                                                                         | Ra Kyung-min Chung Jae-hee                                                                                                  |
| Mixed            | Kim Dong-moon Ra Kyung-min                                                                                             | Lee Dong-soo Yim Kyung-jin                                                                                            | Zhang Jun Qin Yiyuan |
| Mixed            | Kim Dong-moon Ra Kyung-min                                                                                             | Lee Dong-soo Yim Kyung-jin                                                                                            | Tri Kusharyanto Minarti Timur                                                                                               |
| Herrenmannschaft | Indonesien Tony Gunawan Hendrawan Taufik Hidayat Tri Kusharyanto Rexy Mainaky Budi Santoso Ricky Subagja Candra Wijaya | Volksrepublik China Chen Gang Dong Jiong Liu Yong Luo Yigang Sun Jun Yu Jinhao Zhang Jun Zhang Wei                    | Südkorea Ahn Jae-chang Ha Tae-kwon Hwang Sun-ho Kang Kyung-jin Kim Dong-moon Lee Dong-soo Park Sung-woo Yoo Yong-sung       |
| Herrenmannschaft | Indonesien Tony Gunawan Hendrawan Taufik Hidayat Tri Kusharyanto Rexy Mainaky Budi Santoso Ricky Subagja Candra Wijaya | Volksrepublik China Chen Gang Dong Jiong Liu Yong Luo Yigang Sun Jun Yu Jinhao Zhang Jun Zhang Wei                    | Malaysia Chan Chong Ming Cheah Soon Thoe James Chua Jeremy Gan Roslin Hashim Pang Cheh Chang Wong Choong Hann Yong Hock Kin |
| Damenmannschaft  | Volksrepublik China Dai Yun Ge Fei Gong Zhichao Gu Jun Qin Yiyuan Tang Hetian Ye Zhaoying Zhang Ning                   | Südkorea Chung Jae-hee Kim Ji-hyun Kim Shin-young Lee Joo-hyun Lee Kyung-won Lee Soon-deuk Ra Kyung-min Yim Kyung-jin | Indonesien Mia Audina Carmelita Cindana Hartono Indarti Issolina Deyana Lomban Meiluawati Eliza Nathanael Minarti Timur     |
| Damenmannschaft  | Volksrepublik China Dai Yun Ge Fei Gong Zhichao Gu Jun Qin Yiyuan Tang Hetian Ye Zhaoying Zhang Ning                   | Südkorea Chung Jae-hee Kim Ji-hyun Kim Shin-young Lee Joo-hyun Lee Kyung-won Lee Soon-deuk Ra Kyung-min Yim Kyung-jin | Japan Takako Ida Saori Itoh Yoshiko Iwata Haruko Matsuda Yasuko Mizui Kanako Yonekura                                       |

## Medaillenspiegel
| Platz | Land                | Gold | Silber | Bronze | Gesamt |
| ----- | ------------------- | ---- | ------ | ------ | ------ |
| 1     | Volksrepublik China | 3    | 2      | 4      | 9      |
| 2     | Indonesien          | 2    | 2      | 2      | 6      |
| 3     | Südkorea            | 1    | 2      | 4      | 7      |
| 4     | Japan               | 1    | 0      | 1      | 2      |
| 5     | Thailand            | 0    | 1      | 1      | 2      |
| 6     | Malaysia            | 0    | 0      | 2      | 2      |